# Князевская (Архангельская область)
Князевская — деревня в Шенкурском районе Архангельской области. Входит в состав муниципального образования «Шеговарское».

## География
Деревня расположена в южной части Архангельской области, в таёжной зоне, в пределах северной части Русской равнины, в 40 километрах на север от города Шенкурска, на правом берегу реки Ледь, притока Вага. Ближайшие населённые пункты: на западе деревня Зеленинская, на востоке деревня Леушинская, на севере, на противоположном берегу реки, посёлок Красная Горка.
Часовой пояс
Князевская, как и вся Архангельская область, находится в часовой зоне МСК (московское время). Смещение применяемого времени относительно UTC составляет +3:00.

## Население
| 2002 | 2010 | 2012 |
| ---- | ---- | ---- |
| 5    | ↘4   | ↘1   |

## История
Указана в  «Списке населенных мест Архангельской губернии к 1905 году» как деревня Князевская (Окатовы). Насчитывала 13 дворов, 48 мужчин и 42 женщины. В административном отношении деревня входила в состав Ямскогорского сельского общества Ямскогорской волости (образовалась 1 января 1889 года путём выделения из Предтеченской волости) Шенкурского уезда Архангельской губернии.
На 1 мая 1922 года в поселении 17 дворов, 33 мужчин и 56 женщины.
В 2004 году деревня вошла в состав Ямскогорского сельского поселения. 2 июля 2012 года деревня Князевская вошла в состав Шеговарского сельского поселения в результате объединения муниципальных образований «Шеговарское» и «Ямскогорское».